# Главич, Габер
Габер Главич (словен. Gaber Glavič, родился 11 марта 1978 в Есенице) — словенский хоккеист, игравший на позиции вратаря. Многолетний вратарь команды «Акрони Есенице», в составе сборной Словении провёл 145 игр (из них 15 на чемпионатах мира в высшем дивизионе).